# بولس بن رجاء
بولس بن رجاء (وُلد في خمسينيات القرن التاسع الميلادي، وتُوفي بعد عام 1009)، الملقب بالواضح، كان راهبًا وكاهنًا ومدافعًا مسيحيًا قبطيًا في عهد الخلافة الفاطمية . كان مسلمًا مُرتدًّا يكتب باللغة العربية.

## الحياة
وُلِد ابن رجاء على الأرجح في خمسينيات القرن التاسع الميلادي. اسمه عند الولادة يوسف. ويظهر اسمه الكامل في المصادر كالواضح يوسف بن رجاء، أو الواضح بن رجاء، أو بولس بن رجاء. وُلِد في القاهرة، حيث كان والده رجاء الشهيد فقيهًا سنيًا في البلاط الفاطمي الشيعي. اسم والدته غير معروف. ربما كانت مسيحية، ولكنها على الأرجح لم تكن قبطية، حيث نشأ ابنها جاهلًا باللغة القبطية.
درس ابن رجاء القرآن الكريم والتفسير والحديث والشريعة الإسلامية. وفي عهد الخليفة المعز (973-975)، بحسب كتاب تاريخ البطاركة، شهد بولس إعدام ضابط لمسلم ارتدّ إلى المسيحية في القاهرة القديمة بعد تنازعهما، وتأثر بكلماته الأخيرة. وفي وقت لاحق، ربما في ثمانينيات القرن التاسع، حجَّ إلى مكة، لكنه ضاع أثناء رحلة العودة. وانتهى به الأمر في كنيسة أبي سيفين، حيث اعتنق المسيحية واعتمد اسم بولس.
وعندما عثر عليه أهله في أبي سيفين، الذين ظنوا أنه ضاع في الصحراء، أحضروه إلى البيت وحاولوا إقناعه بالعودة إلى الإسلام. ولما فشلوا في ذلك، أرسله والده بعيدًا. سافر إلى أديرة وادي النطرون، حيث نذر نذور الرهبنة. أقنعه أحد الرهبان بإعلان اعتناقه المسيحية علنًا في القاهرة، لإظهار العداء للفاطميين المسلمين. وهذا ما دفع والده إلى اتخاذ إجراءات لإعادته إلى الإسلام. وعندما فشلت هذه المحاولات، أبلغ عن ابنه إلى الخليفة العزيز بالله، الذي عين رئيس قضاة مصر للتحقيق في القضية. وقد تلقى الدعم من شخصيات بارزة مثل زوجة الخليفة المسيحية، السيدة العزيزية، وفي النهاية أُطلق سراحه.
رجع ابن رجاء إلى وادي النطرون حيث أصبح قسًّا. قام ببناء كنيسة للقديس ميخائيل في رأس الخليج. تُشير الروايات المسيحية أن والده أرسل بعض البدو ليقتلوه، لكنه هرب إلى دلتا النيل. وهناك خدم قسيسًا لكنيسة القديس ثيودور في المحلة الكبرى. والتقى هناك بثيودور بن مينا، سكرتير المجمع المقدس. وقد أعطى سردًا شفويًا لحياته إلى ثيودور، الذي نقله لاحقًا إلى ميخائيل الدمري، الذي أدرج في عام 1051 سيرة ابن رجاء في استمراره لتاريخ بطاركة الإسكندرية في عهد البطريرك فيلوثيوس (979-1003). كان ابن رجاء لا يزال على قيد الحياة في آب 1009، حيث كتب أن 400 عام قد مرت في التقويم الإسلامي. دفن في كنيسة بسندفا.  
تعتبر الكنيسة القبطية الأرثوذكسية ابن رجاء قدوة مقدسة. ومع ذلك، تشير السيرة الذاتية لميخائيل إليه باعتباره "قديسًا". تشمل المصادر الأخرى في العصور الوسطى عن ابن رجاء ابن الراهب وابن كبار ويوسف الفوعة.  يزعم ابن كبار أنه كتب سيرة ذاتية، ولكن ربما يكون هذا إشارة خاطئة إلى كتاب تاريخ البطاركة.

## الأعمال
وبحسب السيرة الواردة في تاريخ البطاركة فإن ابن رجاء كتب ثلاثة مؤلفات. وقد حُفظَت آخر هذه الأعمال، وفيه يستشهد بعمليه السابقين. لا يُعرف على وجه اليقين ما إذا كان هذان العملان موجودين، على الرغم من احتمال وجود نسخ منهما في مجموعة خاصة في حلب كبير، على الأقل قبل الحرب الأهلية السورية الأخيرة.
- نوادر المفسرين وتحريف المخالفين[15][7][15][16]
- كتاب الإبانة في تناقض الحديث[7][14][7][14] [14]، ويُسمى أيضًا هتك المحجوب[14][17][14][16]
- كتاب الواضح بالحق[13][7][13][16][18][18]، ويُسمى أيضًا «الاعتراف» [7] [13] [18]

وقد روى بولس سباط كتاب النوادر وكتاب الإبانة. في المخطوطات التي لا يمكن للعلماء الوصول إليها الآن. ويصف الأول بأنه رد على الإسلام. ويدل عنوانه على أنه يستشهد بالتفسير لهذا الغرض. أما عنوان الكتاب الثاني فيدل على أنه يشير إلى التناقضات في مجموعة الأحاديث . وقد روى ابن كبار عنوان هتك المحجوب.
تُرجم كتاب الواضح إلى اللاتينية في القرن الثالث عشر تحت عنوان كتاب التعرية والكشف (باللاتينية: Liber denudationis sive ostensionis aut patefaciens). وقد حفظت كلها أو بعضها في أربع مخطوطات عربية وفي مخطوطة لاتينية واحدة.
وفقًا لكل من تاريخ البطاركة وكتابه الواضح ، كان ابن رجاء صديقًا مقربًا وزميلًا لسويرس بن المقفع. وقد أمضى الاثنان وقتًا طويلًا في المناقشات حول تفسير الكتاب المقدس. وكانوا من رواد الأدب القبطي العربي.

## ملحوظات
1. 1 2 3 4  Swanson 2010a، صفحة 541.
2. 1 2 3 4 5 6 7  Bertaina 2020، صفحة 428.
3. 1 2 3 4 5  Swanson 2010a، صفحة 542.
4. ↑  Bertaina 2021، صفحة 15 n48.
5. ↑  Swanson 2010a، صفحات 541–542.
6. ↑  Bertaina 2020، صفحات 428–429.
7. 1 2 3 4 5 6 7 8 9 10 11  Bertaina 2020، صفحة 429.
8. ↑  Swanson 2010a، صفحات 542–543.
9. ↑  Bertaina 2021، صفحة 25.
10. ↑  Bertaina 2020، صفحة 429 n28.
11. ↑  Bertaina 2021، صفحة 3 n1.
12. ↑  Swanson 2010a، صفحة 543.
13. 1 2 3 4 5  Bertaina 2021، صفحة 20.
14. 1 2 3 4 5 6 7  Swanson 2010a، صفحات 545–546.
15. 1 2  Swanson 2010a، صفحة 545.
16. 1 2 3 4  Frederick 1991.
17. ↑  Frederick 1991 takes this to be a fourth work.
18. 1 2 3  Swanson 2010a، صفحات 543–545.
19. 1 2  Bertaina 2020، صفحة 426.
20. ↑  Bertaina 2021، صفحات 93–97.
21. ↑  Bertaina 2021، صفحة 33.
22. ↑  Gabra 2009، صفحة 26.

## فهرس
- Bertaina، David (2014). "Ḥadīth in the Christian Arabic Kalām of Būluṣ Ibn Rajāʾ (c. 1000)". Intellectual History of the Islamicate World. ج. 2 ع. 1–2: 267–286. DOI:10.1163/2212943X-00201016.
- Bertaina، David (2018). "Būluṣ ibn Rajāʾ on the History and Integrity of the Qurʾan: Copto-Islamic Controversy in Fatimid Cairo". في Mark Beaumont (المحرر). Arab Christians and the Qurʾan from the Origins of Islam to the Medieval Period. Brill. ص. 174–195. DOI:10.1163/9789004360747_010.
- Bertaina، David (2020). "The Arabic Version of the Liber Denudationis: How Fāṭimid Controversies Shaped Medieval European Views of Islam". Islam and Christian–Muslim Relations. ج. 31 ع. 4: 425–443. DOI:10.1080/09596410.2021.1872925.
- Bertaina، David (2021). Būluṣ ibn Rajāʾ: The Fatimid Egyptian Convert Who Shaped Christian Views of Islam. Brill.
- Frederick، Vincent (1991). "Wadih Ibn Raja', Al-". في Aziz Suryal Atiya (المحرر). The Coptic Encyclopedia. New York: Macmillan Publishers. ج. 7. col. 2311a. مؤرشف من الأصل في 2024-12-09.
- Gabra، Gawdat (2009). The A to Z of the Coptic Church. Scarecrow Press.
- Hanna، Sally Adel (2020). Hagiographical Discourse in Medieval Arabic Christianity: A Study of Anthony al-Qurashi and Būlus ibn Raja as a Discourse of Parrhesia (PDF) (Bachelor's thesis). University College Stockholm. مؤرشف من الأصل (PDF) في 2024-06-29.
- Swanson، Mark N. (2010a). "Būluṣ ibn Rajāʾ". في David Thomas؛ Alex Mallett (المحررون). Christian–Muslim Relations: A Bibliographical History. Brill. ج. 2 (900–1050). ص. 541–546.
- Swanson، Mark N. (2010b). The Coptic Papacy in Islamic Egypt (641–1517). American University in Cairo Press.